# Peter Kirchner (Mediziner)

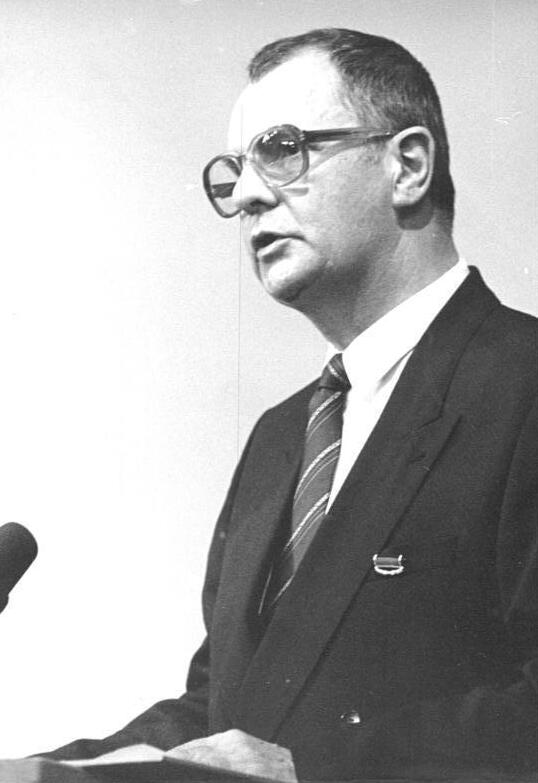
Peter Kirchner, Gedenkveranstaltung in Berlin 1988

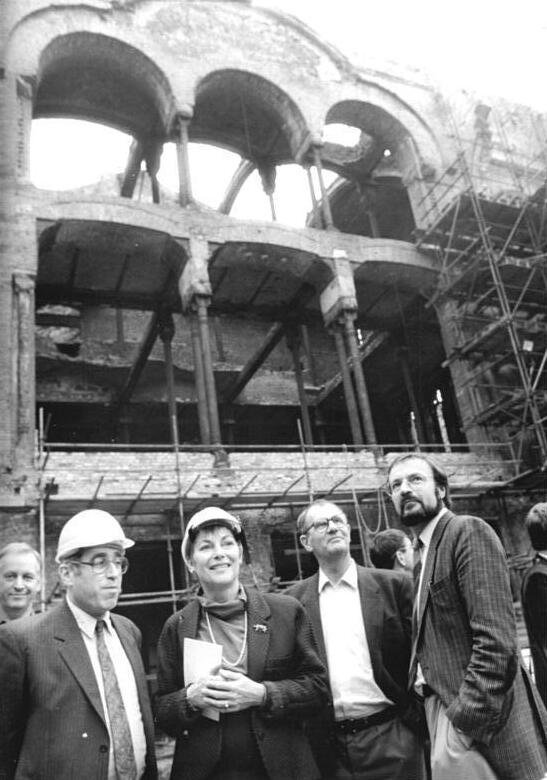
Mit Hermann Simon und der Kultursenatorin Anke Martiny vor der Neuen Synagoge (1990)

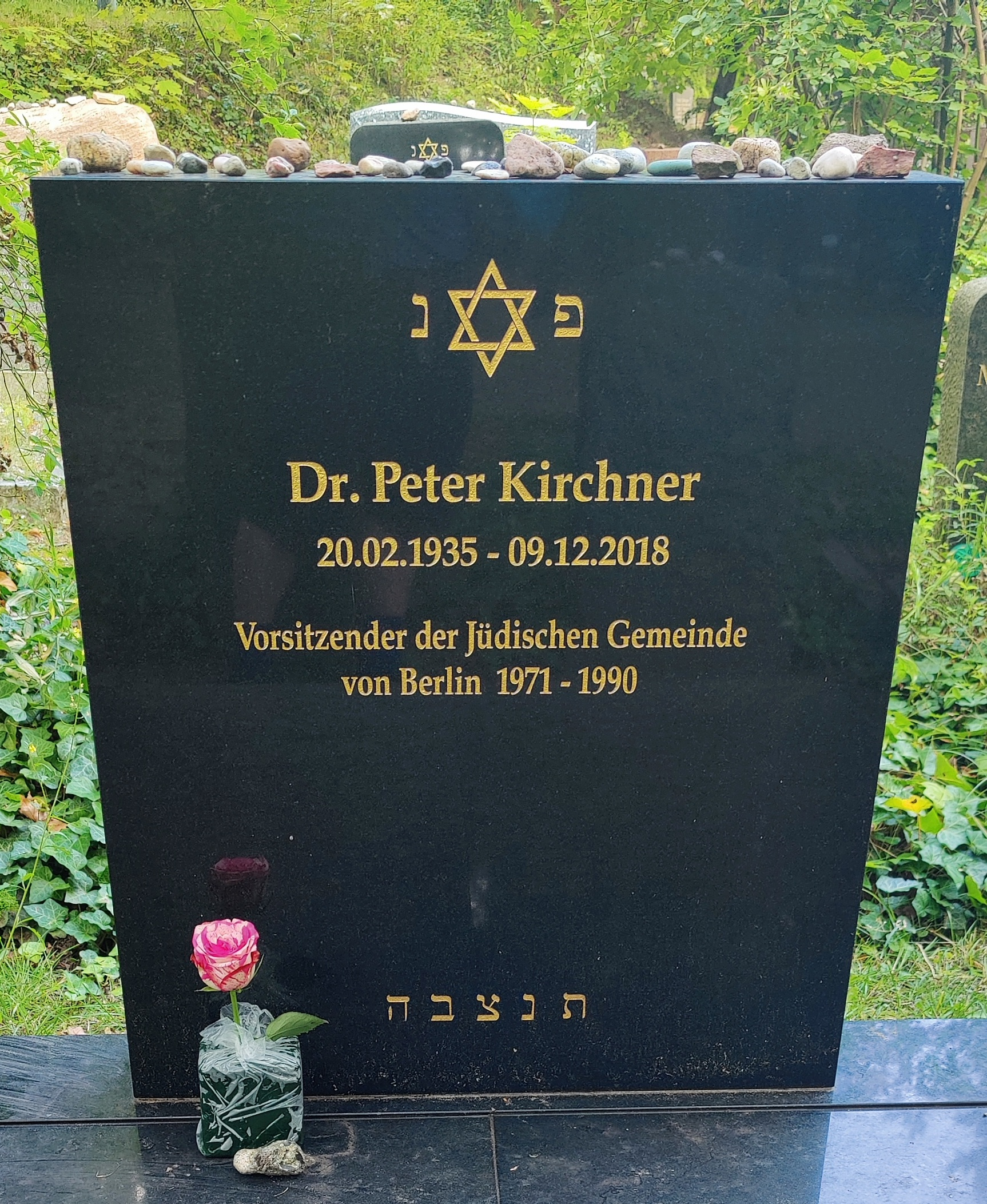
Grabstein auf dem Jüdischen Friedhof Weißensee

Peter Kirchner (* 20. Februar 1935 in Berlin; † 9. Dezember 2018 ebenda) war ein deutscher Facharzt für Neurologie und Psychiatrie in der DDR. Von 1971 bis 1990 war er Vorsitzender der jüdischen Gemeinde von (Ost-)Berlin.

## Leben
Peter Kirchner wurde 1935 im Jüdischen Krankenhaus Berlin geboren. Sein Vater, ein Dreher in der Schreibmaschinenproduktion, war Christ. Die Eltern registrierten den Sohn in der jüdischen Gemeinde. Seine Mutter arbeitete als Verkäuferin in einem Juwelier-Geschäft, das nach den Novemberpogromen 1938 geschlossen wurde, so dass der Besitzer fliehen musste. Zusammen mit seiner jüdischen Mutter wurde er im Februar 1943 in das Durchgangslager in der Großen Hamburger Straße verbracht. Nach seiner Erzählung gehörten sie zu denen, die ins Konzentrationslager deportiert werden sollten. Da die Züge überfüllt waren, wurden seine Mutter, weil sie mit einem „Arier“ verheiratet war, und er als „jüdischer Mischling“ frei gelassen. Bis Kriegsende lebte er mit seinem Vater in Neustadt (Dosse) als Ausgebombte aus Berlin, die keine Ausweispapiere hatten. So blieben sie unbehelligt. Seine Mutter überlebte den Holocaust in Berlin. 1948 hatte er seine Bar Mitzwa in der Synagoge Rykestraße. Ab den 1950er Jahren war er in der Jugendgruppe der Jüdischen Gemeinde in der Joachimsthaler Straße in West-Berlin aktiv, bis die Gemeinde nach der Emigration des Kantors 1953 in die USA auseinanderfiel.
Kirchner studierte ab 1954 Medizin an der Humboldt-Universität. Dort war er wissenschaftlicher Assistent am Anatomischen Institut. 1959 erfolgte die Promotion, danach die Facharztausbildung. Er arbeitete ab 1967 als Facharzt für Neurologie und Psychiatrie im Krankenhaus Berlin-Lichtenberg.
Als Medizinstudent wurde er Mohel der Jüdischen Gemeinde von Berlin (Ost). 1971 wählte ihn die Gemeinde als Nachfolger von Rabbi Heinz Schenk zum Vorsitzenden. Von 1985 bis 1990 wurde er zum Vizepräsidenten des Verbandes der Jüdischen Gemeinden in der DDR gewählt. Ab 1988 war er auch Präsident der Stiftung Neue Synagoge. Er gab das Nachrichtenblatts der Jüdischen Gemeinden in der DDR mit heraus.
Kirchner gelang es zu verhindern, dass eine Straße quer durch den Jüdischen Friedhof Weißensee gebaut wurde. Er erhob auch Einspruch gegen die einseitige Berichterstattung der DDR-Presse über Israel und bekämpfte zunehmende antisemitische Alltagstendenzen. Schließlich setzte er sich gegen den Abriss der Synagogenruine Oranienburger Straße und für ihren Wiederaufbau ein. Um dem Prozess der Überalterung und Schrumpfung der jüdische Gemeinde entgegenzuwirken, lud Kirchner 1986 die zweite Generation aus den säkularen jüdisch-kommunistischen Familien zu einer Veranstaltung in die Gemeinde ein. In der Folge bildete sich die Gruppe Wir für uns (später: Jüdischer Kulturverein Berlin). 1986 nahm er Kontakt mit dem Anne-Frank-Haus in Amsterdam auf und warb für eine Ausstellung in Ostberlin. Zu dieser Zeit begann die strikte Ablehnung Israels durch die Sowjetunion und andere Ostblockstaaten einer pragmatischen Politik zu weichen, und die DDR-Führung öffnete sich der westlichen Welt. Im Juli 1989 fand schließlich eine dreiwöchige Präsentation der Anne-Frank-Ausstellung in dem zum Museum aufgebauten Centrum Judaicum statt.
Nach der Wiedervereinigung Deutschlands arbeitete er von 1992 bis 1998 als Gutachter bei der Bundesversicherungsanstalt für Angestellte.
Die Zuordnung des ‚IM Burg‘ zu Peter Kirchner sei 1997 dem Historiker Michael Wolffsohn gelungen. Wolffsohns Behauptung in seinem Buch Meine Juden – eure Juden, Kirchner sei ein Stasi-Spitzel gewesen, wird zufolge der Rezension von Y. Michal Bodemann, „nicht mit Quellen belegt, sondern anhand von fragwürdigen Indizien konstruiert.“ So soll Kirchner im „Auftrag der Stasi 1987 die Tagung des Jüdischen Weltkongresses in Budapest bespitzelt“ haben. Kirchner sei aber nachweislich gar nicht in Budapest gewesen. Laut dem Nachschlagewerk Wer war wer in der DDR? war Kirchner von 1977 bis 1989 beim MfS als Inoffizieller Mitarbeiter (IM) erfasst.
Peter Kirchner war mit Renate Kirchner verheiratet, die bis 2002 Leiterin der Jüdischen Gemeindebibliothek Berlin war.
Er verstarb am 9. Dezember 2018 in Berlin und wurde am 13. Dezember 2018 auf dem Jüdischen Friedhof Berlin-Weißensee beigesetzt.

## Veröffentlichungen
- Mit Alfred Etzold, Joachim Fait, Heinz Knobloch: Jüdische Friedhöfe in Berlin. Henschel Verlag Kunst und Gesellschaft, Berlin, 1987, ISBN 3-362-00146-7